# Buka (wezyr Ilchanidów)

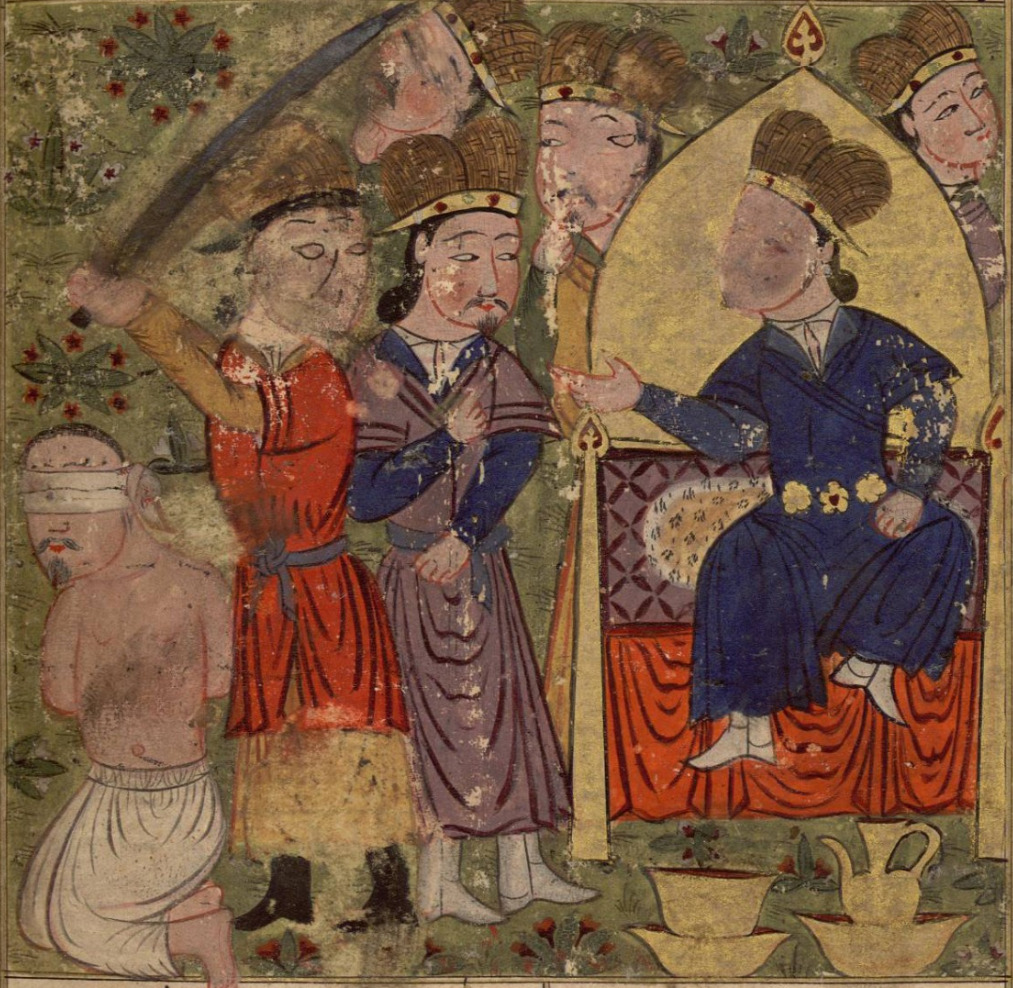
Egzekucja Bughi. Ilustracja do perskiego manuskryptu Tarich-e Czingizi Kaszaniego z XV wieku. Biblioteka Narodowa Francji

Buka (w formie persk. Bugha, بوقا) (ur. ?, zm. 16 stycznia 1289) – naczelny dowódca (beglerbegi) i wezyr ilchana Arguna.
Należał do plemienia Dżałair. Wraz z bratem Arukiem wychowywał się w bliskim otoczeniu ilchana Abaki (1265–1282). Mianowany tamghaczim (nadzorcą nad poborem podatku od handlu), po śmierci Abaki Buka, bez sukcesu wspierał jego syna Arguna (1284–1291) w walce o tron. Uniknął jednak odwetu ze strony zwycięskiego Tokudara (1282–1284), ponieważ wstawiła się za nim matka nowego ilchana, Kutuj-chatun. Buka nie ukrywał swojego niezadowolenia w trakcie późniejszych walk pomiędzy Argunem a Tokudarem w 1284 roku. Kiedy doszło do negocjacji pomiędzy nimi Tokudar nie dotrzymał danego wcześniej słowa i nie pogodził się z Argunem, pomimo że ten, zgodnie z jego żądaniem, dostarczył swojego brata Gajchatu (1291–1295) jako zakładnika. Buka pokłócił się wtedy z ilchanem i w rezultacie stracił swoje stanowisko, a przy tym, według słów Raszid ad-Dina, stał się "jeszcze bardziej zagorzałym zwolennikiem Arguna". Kiedy Tokudar uwięził Arguna w lipcu 1284 roku, ten został uwolniony przez stojącego na czele spisku Bukę. Buka następnie poprowadził armię przeciwko ilchanowi. Po ostatecznym zwycięstwie nad Tokudarem 11 sierpnia 1284 roku Argun uroczyście objął władzę, by niedługo potem mianować Bukę zarazem naczelnym dowódcą (beglerbegi), jak i wezyrem dzierżącym najwyższą czerwoną pieczęć (al tamgha). Kazał go także dosłownie obsypać złotem, dopóki Buka nie zniknął w utworzonym w ten sposób stożku. Jednocześnie Kubiłaj (1260–1294) nadał Buce tytuł kanclerza (chengxiang). Brat Buki Aruk otrzymał namiestnictwa Bagdadu i Diyarbakıru. Oprócz brata do stronnictwa Buki należeli także inni członkowie plemienia Dżałair, perscy rywale Szams ad-Dina Dżowajniego, namiestnicy Mosulu i Irbilu będący asyryjskimi chrześcijanami oraz gruziński król Dymitr II (1273–1289).
Buka jako wezyr cieszył się szczególnymi uprawnieniami, ponieważ jego postanowienia miały mieć moc taką samą jak postanowienia władcy, jednocześnie został jednak zobowiązany do działania w porozumieniu ze swoim starym przyjacielem i poprzednim wezyrem, wspomnianym już powyżej Dżowajnim. Rychło doszło do sporów pomiędzy nimi i ostatecznie w wyniku intryg jego dawnych protegowanych do procesu i śmierci Dżowajniego, na którym dokonano egzekucji 16 października 1284 roku. Ostatecznie ścisła kontrola, jaką sprawował Buka, doprowadziła do niezadowolenia z jego rządów wśród mongolskich dowódców. Argun zdymisjonował Aruka po tym, jak żydowski lekarz Sad-ad-Doule obiecał podwoić przychody, oddał zarząd nad królewskimi posiadłościami (indżu) mongolskiemu dowódcy Ta'aczarowi oraz dowództwo nad centrum (ghol) Kunczukbalowi z plemienia Kongiratów, tym samym osłabiając kontrolę Buki nad wojskiem i finansami. W międzyczasie Buka został wysłany do Farsu, by stłumić bunt miejscowej władczyni Abesz Chatun (1264–1286). Jego aktywność w Farsie doprowadziła jednak do kolejnych skarg na jego osobę kierowanych do ilchana. Zdając sobie sprawę z utraty łaski władcy, Buka zaczął udawać chorobę i planować rebelię w oparciu o opanowany przez siebie Fars. Został jednak zdradzony przez kuzyna Arguna Dżüszkeba, który przyłączył się do spisku tylko po to, by dowiedzieć się, kto do niego należy. Buka został schwytany podczas ucieczki oraz postawiony przed Argunem, osądzony i stracony 16 stycznia 1289 roku. Wraz z nim zabito też jego brata Aruka, ich rodziny, oraz wielu jego stronników, w tym króla Dymitra II. Oddziałom wojska pozwolono na splądrowanie posiadłości Buki. Tortury i obalenie asyryjskich stronników Buki doprowadziły do wybuchu antychrześcijańskich zamieszek w Mosulu.